# Торнике Шенгелия
Торнике Шенгелия (на грузински: თორნიკე შენგელია) е грузински баскетболист, играещ като тежко крило за Виртус Болоня и националния отбор на Грузия.

## Клубна кариера
Започва кариерата си през 2008 г. във Валенсия, където играе в продължение на два сезона. През сезон 2009/10 печели Еврокъп. През 2010 г. подписва с белгийския Спиру Шарлероа и е даден под наем на Вервие-Пепенстер. През сезон 2011/12 играе за Шарлероа, след което е изтеглен в драфта на НБА под номер 54 от отбора на Бруклин Нетс. Въпреки доброто представяне в Лятната лига на НБА за два сезона в „мрежите“ Шенгелия не успява да впечатли. Записва едва 34 мача, в които записва прекалено малко минути, за да покаже нещо значимо. Тъй като получава малко шансове за изява е даван под наем на сателитния отбор Спрингфийлд Армор. През януари 2014 г. е обменен в Чикаго Булс. Само след 9 изиграни мача за три месеца обаче е освободен от тима.
През лятото на 2014 г. Шенгелия се завръща в европейския баскетбол, като подписва договор с отбора на Саски Баскония в Лига АКБ. Крилото става основен играч в състава на баския тим и през сезон 2015/16 Баскония стига до 4-то място в Евролигата. През сезон 2017/18 Баскония стига само до 1/4-финалите, но със силните си изяви Шенгелия е избран в идеалната петица на сезона в най-силния европейски клубен турнир. През 2019 г. грузинецът е избран за най-атрактивен играч в шампионата на Испания. През сезон 2019/20 неговите изяви са в основните на спечелването на шампионската титла на Испания, която е първа от 10 години за Баскония.
През лятото на 2020 г. Торнике Шенгелия преминава в ПБК ЦСКА Москва. Веднага става основно тежко крило в състава на „армейците“ като е титуляр в 32 от 34-те изиграни двубоя на „армейците“ в Евролигата през сезон 2020/21. На 26 февруари 2022 г. съобщава, че напуска ПБК ЦСКА (Москва) заради руското нападение срещу Украйна и в знак на протест срещу Владимир Путин.
През март 2022 г. преминава във Виртус Болоня.

## Национален отбор
Дебютира за националния отбор на Грузия на Евробаскет 2011. Участва на шампионата на Стария континент през 2015 и 2017 г. Най-доброто класиране на Грузия с Шенгелия в състава си е 11-о място през 2011 г. Тогава Торнике вкарва средно по 8.8 точки, записва по 4.6 борби и 1.1 блокирани изстрела.

## Успехи

### Клубни
- Шампион на Испания – 2019/20
- Обединена ВТБ Лига – 2020/21
- Суперкупа на Лига ВТБ – 2020/21
- Еврокъп – 2009/10, 2021/22

### Индивидуални
- В идеалния отбор на Евролигата – 2018 (първи тим), 2019, 2019 (втори тим)
- В идеалния отбор на Лига АКБ – 2018
- Най-атрактивен играч на Лига АКБ – 2019
- Играч на месеца в Евролигата – март 2018